# Formula 3 (gruppo musicale)
Formula 3 è stato un gruppo musicale italiano, attivo soprattutto negli anni settanta.

## Storia
Il gruppo venne fondato nel 1969 ed era originariamente composto da Alberto Radius (chitarre e voce) Tony Cicco (batteria e voce) e Gabriele Lorenzi (tastiere e voce, proveniente dalla formazione I Samurai).
In due tournée del 1969 e del 1970, i Formula 3 furono l'unica band che accompagnò nei suoi concerti Lucio Battisti, il quale scrisse per loro numerosi brani, demandando loro come esecutori della sua più profonda vena rock. Tra i maggiori successi si ricordano Questo folle sentimento, Eppur mi son scordato di te, Io ritorno solo, Sole giallo sole nero, La folle corsa, quest'ultimo brano presentato al Festival di Sanremo 1971 in abbinamento a Little Tony. Nel 1972 il gruppo si esibisce in Brasile durante il Festival Internacional da Canção con Aeternum, tratta dall'album Sognando e risognando, risultando il preferito della giuria popolare della rassegna. Si sciolsero nel 1974 per la volontà di Mogol e della Numero Uno di dar vita a Il Volo.

### La reunion del 1990
La band si ricostituì nel 1990 partecipando a due edizioni del Festival di Sanremo, nel 1992 e 1994.
Nel 1992 presentano il singolo Un frammento rosa ma vengono eliminati dopo la prima esibizione, fa seguito l'album  Frammenti rosa. 
Miglior fortuna due anni dopo dove, con il pezzo La casa dell'imperatore, si classificano dodicesimi e a seguire commercializzano l'album omonimo.
Nel 1996 esce il loro nuovo lavoro La formula di Battisti dove interpretano dieci canzoni di Mogol/Battisti.
Nel 2013 pubblicano in download digitale il brano La tua Africa (scritto da Carla Vistarini e Tony Cicco) la line-up è composta da Radius, Tony Cicco e Ciro Di Bitonto alle tastiere, registrato allo Studio Radius di Milano. Il video che accompagna la canzone è di Valerio Saggini.
La Sony pubblica sulle piattaforme digitali due raccolte, nel 2020 1970 Recording Session e nel 2021 Rarities 1971, interessanti perché contengono alcune versioni meno note delle loro canzoni.
Alberto Radius muore nella sua casa di San Colombano al Lambro il 16 febbraio 2023 all'età di 80 anni.

## Formazione e componenti
- Tony Cicco: Batteria e voce leader (1969-1973, 1990-2013)
- Alberto Radius: Chitarra e voce (1969-1973, 1990-2013)
- Gabriele Lorenzi: tastiere e voce (1969-1973, 1990-1993, 2013)

## Discografia

### Album in studio
- 1970 - Dies Irae (Numero Uno ZSLN 55010)
- 1971 - Formula 3 (Numero Uno, ZSLN 55013)
- 1972 - Sognando e risognando (Numero Uno, ZSLN 55152)
- 1973 - La grande casa (Numero Uno, DZSLN 55655)
- 1990 - 1990 (Numero Uno, PL 74558)
- 1991 - King Kong (RCA Italiana PL 74992)
- 1992 - Frammenti rosa (Durium NDLP 201)
- 1993 - 25 anni di Lucio Battisti (RCA Italiana 74321-17295-2)
- 1994 - La casa dell'imperatore (Carras Music CRR 475909-2)
- 1996 - La formula di Battisti (CGD 044295004-2)
- 1997 - A Sarabanda (NAR 2075-2)

### Album dal vivo
- 2013 - Live Recorded At Club Città On Apr.27.2013 (VSPR4111)

### Raccolte
- 1977 - La favolosa Formula 3 (Numero Uno, ZNLN 33042)
- 1990 - Collana rock De Agostini: Formula 3 (DeAgostini IGDA 1215/216)
- 1991 - I grandi successi (RCA Italiana CD 74579)
- 1993 - I grandi del rock (RCA 74321-13528-2)
- 1994 - I successi di (RCA 7432 118673-2)
- 1996 - I successi di Lucio Battisti (D.V. More Record MCDV 6072)
- 1996 - La casa dell'imperatore più cantano Lucio Battisti (D.V. More Record CDDV 6073)
- 1996 -  I successi di Lucio Battisti - Volume 1 (Visto CDVI/01) in allegato al periodico Visto.
- 1996 -  I successi di Lucio Battisti - Volume 2 (Visto CDVI/02) in allegato al periodico Visto.
- 1997 - Gli anni d'oro (RCA Italiana 74321 455812)
- 1998 - Protagonisti: Formula 3 (Harmony 74321 51659-2)
- 2000 - I grandi successi originali (RCA Italiana 74321797202-2)
- 2001 - La folle corsa e altri successi (MBO 300233-2)
- 2003 - Sempre Battisti (Free Records ITNCD 14)
- 2006 - Superissimi - Gli eroi del Juke Box (RCA 88697000792)
- 2009 - Collections (Sony Music 88697536902)
- 2012 - Il mio canto libero (Errepi Media ERP271)
- 2020 - 1970 Recording Session (Sony BMG, streaming)
- 2021 - Rarities 1971 (Sony BMG, streaming)

### Singoli
- 1969 - Questo folle sentimento/Avevo una bambola (Numero Uno ZN 50001)
- 1970 - Sole giallo, sole nero/Se non è amore cos'è (Numero Uno ZN 50023)
- 1970 - Nanananò/Io ritorno solo (Numero Uno ZN 50035)
- 1971 - La folle corsa (pt. I)/La folle corsa (pt. II) (Numero Uno ZN 50115)
- 1971 - Nessuno nessuno/Eppur mi son scordato di te (Numero Uno ZN 50117)
- 1972 - Sognando e risognando/Storia di un uomo e di una donna (Numero Uno ZN 50148)
- 1973 - La ciliegia non è di plastica/Cara Giovanna (Numero Uno ZN 50303)
- 1973 - Rapsodia di Radius/Bambina sbagliata (Numero Uno ZN 50317)
- 1990 - Eppur mi son scordato di te (Mix version)/Eppur mi son scordato di te (Radio version) (Numero Uno PT 43836)
- 1991 - King Kong/King Kong (RCA Italiana PT 7702)
- 1991 - Anna/Anna (RCA Italiana PT 7692)
- 1991 - King Kong (Remix)/Dies Irae (Remix) (RCA Italiana PT 7703)
- 1992 - Un frammento rosa/Un frammento rosa (base strumentale) (Durium NDNP 101)
- 1994 - La casa dell'imperatore/Sole rosso (Carras Music CRR 660 182-1)
- 2013 - La tua Africa (pubblicato su YouTube)

## Partecipazioni a Festival musicali
- 1971 - Festival di Sanremo 1971
- 1992 - Festival di Sanremo 1992
- 1992 - Un disco per l'estate 1992
- 1994 - Festival di Sanremo 1994